# 2016-os labdarúgó-Európa-bajnokság (selejtező – F csoport)
A 2016-os labdarúgó-Európa-bajnokság selejtezőjének F csoportjának mérkőzéseit tartalmazó lapja.
A csoportban hat válogatott, Görögország, Magyarország, Románia, Finnország, Észak-Írország és Feröer szerepelt. A csoportból Észak-Írország és Románia kijutott az Európa-bajnokságra. Magyarország pótselejtezőt játszik.

## Tabella
| Hely. | Csapat         | M  | Gy | D | V | G+ | G– | Gk  | P  | Továbbjutás                           |     | Észak-Írország | Románia | Magyarország | Finnország | Feröer | Görögország |
| ----- | -------------- | -- | -- | - | - | -- | -- | --- | -- | ------------------------------------- | --- | -------------- | ------- | ------------ | ---------- | ------ | ----------- |
| 1.    | Észak-Írország | 10 | 6  | 3 | 1 | 16 | 8  | +8  | 21 | Kijutott a 2016-os Európa-bajnokságra |     | —              | 0–0     | 1–1          | 2–1        | 2–0    | 3–1         |
| 2.    | Románia        | 10 | 5  | 5 | 0 | 11 | 2  | +9  | 20 | Kijutott a 2016-os Európa-bajnokságra |     | 2–0            | —       | 1–1          | 1–1        | 1–0    | 0–0         |
| 3.    | Magyarország   | 10 | 4  | 4 | 2 | 11 | 9  | +2  | 16 | Pótselejtezőbe került                 |     | 1–2            | 0–0     | —            | 1–0        | 2–1    | 0–0         |
| 4.    | Finnország     | 10 | 3  | 3 | 4 | 9  | 10 | −1  | 12 |                                       |     | 1–1            | 0–2     | 0–1          | —          | 1–0    | 1–1         |
| 5.    | Feröer         | 10 | 2  | 0 | 8 | 6  | 17 | −11 | 6  |                                       | 1–3 | 0–3            | 0–1     | 1–3          | —          | 2–1    |             |
| 6.    | Görögország    | 10 | 1  | 3 | 6 | 7  | 14 | −7  | 6  |                                       | 0–2 | 0–1            | 4–3     | 0–1          | 0–1        | —      |             |

1. 1 2  Egymás elleni pontszám: Feröer 6, Görögország 0.

## Mérkőzések
Az időpontok közép-európai idő/közép-európai nyári idő szerint értendők.
| 2014. szeptember 7. 18:00 |

| Magyarország | 1–2                         | Észak-Írország          |
| ------------ | --------------------------- | ----------------------- |
| Priskin 75'  | (0–0) Jegyzőkönyv Részletek | McGinn 81' Lafferty 88' |

| Groupama Aréna, Budapest Nézőszám: 20 672 Játékvezető: Deniz Aytekin (német) |

| 2014. szeptember 7. 20:45 |

| Feröer    | 1–3               | Finnország                    |
| --------- | ----------------- | ----------------------------- |
| Holst 41' | (1–0) Jegyzőkönyv | Riski 53' 78' R. Eremenko 82' |

| Tórsvøllur Stadion, Tórshavn Nézőszám: 3 300 Játékvezető: Simon Lee Evans (walesi) |

| 2014. szeptember 7. 20:45 |

| Görögország | 0–1               | Románia               |
| ----------- | ----------------- | --------------------- |
|             | (0–1) Jegyzőkönyv | Marica 10' (11-esből) |

| Karaiszkákisz Stadion, Pireusz Játékvezető: Mark Clattenburg (angol) |

| 2014. október 11. 18:00 |

| Románia     | 1–1                         | Magyarország  |
| ----------- | --------------------------- | ------------- |
| Rusescu 45' | (1–0) Jegyzőkönyv Részletek | Dzsudzsák 82' |

| Nemzeti Stadion, Bukarest Nézőszám: 52 000 Játékvezető: William Collum (skót) |

| 2014. október 11. 20:45 |

| Finnország | 1–1               | Görögország |
| ---------- | ----------------- | ----------- |
| Hurme 55'  | (0–1) Jegyzőkönyv | Karelis 24' |

| Olimpiai Stadion, Helsinki Nézőszám: 26 548 Játékvezető: David Fernández Borbalán (spanyol) |

| 2014. október 11. 20:45 |

| Észak-Írország             | 2–0               | Feröer |
| -------------------------- | ----------------- | ------ |
| McAuley 6' K. Lafferty 21' | (2–0) Jegyzőkönyv |        |

| Windsor Park, Belfast Nézőszám: 10 049 Játékvezető: Álón Jefet (izraeli) |

| 2014. október 14. 20:45 |

| Feröer | 0–1                         | Magyarország |
| ------ | --------------------------- | ------------ |
|        | (0–1) Jegyzőkönyv Részletek | Szalai 21'   |

| Tórsvøllur Stadion, Tórshavn Nézőszám: 3 500 Játékvezető: Aleksei Kulbakov (fehérorosz) |

| 2014. október 14. 20:45 |

| Finnország | 0–2               | Románia        |
| ---------- | ----------------- | -------------- |
| Ring       | (0–0) Jegyzőkönyv | Stancu 54' 84' |

| Olimpiai Stadion, Helsinki Nézőszám: 19 408 Játékvezető: Paolo Tagliavento (olasz) |

| 2014. október 14. 20:45 |

| Görögország | 0–2               | Észak-Írország       |
| ----------- | ----------------- | -------------------- |
|             | (0–1) Jegyzőkönyv | Ward 9' Lafferty 51' |

| Karaiszkákisz Stadion, Pireusz Nézőszám: 18 726 Játékvezető: Stéphane Lannoy (francia) |

| 2014. november 14. 20:45 |

| Görögország | 0–1               | Feröer         |
| ----------- | ----------------- | -------------- |
|             | (0–0) Jegyzőkönyv | Edmundsson 61' |

| Karaiszkákisz Stadion, Pireusz Nézőszám: 16 821 Játékvezető: Nicola Rizzoli (olasz) |

| 2014. november 14. 20:45 |

| Magyarország | 1–0                         | Finnország |
| ------------ | --------------------------- | ---------- |
| Gera 84'     | (0–0) Jegyzőkönyv Részletek |            |

| Groupama Aréna, Budapest Nézőszám: 19 600 Játékvezető: Clément Turpin (francia) |

| 2014. november 14. 20:45 |

| Románia      | 2–0               | Észak-Írország |
| ------------ | ----------------- | -------------- |
| Papp 74' 79' | (0–0) Jegyzőkönyv |                |

| Nemzeti Stadion, Bukarest Nézőszám: 28 892 Játékvezető: Jonas Eriksson (svéd) |

| 2015. március 29. 18:00 |

| Észak-Írország      | 2–1               | Finnország  |
| ------------------- | ----------------- | ----------- |
| K. Lafferty 33' 38' | (2–0) Jegyzőkönyv | Sadik 90+1' |

| Windsor Park, Belfast Nézőszám: 10 264 Játékvezető: Szymon Marciniak (lengyel) |

| 2015. március 29. 18:00 |

| Románia    | 1–0               | Feröer |
| ---------- | ----------------- | ------ |
| Keșerü 21' | (1–0) Jegyzőkönyv |        |

| Ilie Oană Stadium, Ploiești Nézőszám: 13 898 Játékvezető: Artur Soares Dias (portugál) |

| 2015. március 29. 20:45 |

| Magyarország | 0–0                   | Görögország |
| ------------ | --------------------- | ----------- |
|              | Jegyzőkönyv Részletek |             |

| Groupama Aréna, Budapest Nézőszám: 22 000 Játékvezető: Szergej Karaszjov (orosz) |

| 2015. június 13. 18:00 |

| Finnország | 0–1                         | Magyarország |
| ---------- | --------------------------- | ------------ |
|            | (0–0) Jegyzőkönyv Részletek | Stieber 81'  |

| Olimpiai Stadion, Helsinki Nézőszám: 20 434 Játékvezető: Matej Jug (szlovén) |

| 2015. június 13. 20:45 |

| Feröer                | 2–1               | Görögország           |
| --------------------- | ----------------- | --------------------- |
| Hallur 32' Bardur 70' | (1–0) Jegyzőkönyv | Papasztathópulosz 85' |

| Tórsvøllur Stadion, Tórshavn Nézőszám: 4 731 Játékvezető: Tom Harald Hagen (norvég) |

| 2015. június 13. 20:45 |

| Észak-Írország | 0–0         | Románia |
| -------------- | ----------- | ------- |
|                | Jegyzőkönyv |         |

| Windsor Park, Belfast Nézőszám: 10 000 Játékvezető: Carlos Velasco Carballo (spanyol) |

| 2015. szeptember 4. 20:45 |

| Feröer         | 1–3               | Észak-Írország               |
| -------------- | ----------------- | ---------------------------- |
| Edmundsson 36' | (1–1) Jegyzőkönyv | 12' 71' McAuley 75' Lafferty |

| Tórsvøllur Stadion, Tórshavn Nézőszám: 4 513 Játékvezető: Felix Zwayer (német) |

| 2015. szeptember 4. 20:45 |

| Görögország | 0–1               | Finnország     |
| ----------- | ----------------- | -------------- |
|             | (0–0) Jegyzőkönyv | Pohjanpalo 75' |

| Karaiszkákisz Stadion, Pireusz Nézőszám: 17 358 Játékvezető: Szergij Bojko (ukrán) |

| 2015. szeptember 4. 20:45 |

| Magyarország | 0–0                   | Románia |
| ------------ | --------------------- | ------- |
|              | Jegyzőkönyv Részletek |         |

| Groupama Aréna, Budapest Nézőszám: 22 060 Játékvezető: Felix Brych (német) |

| 2015. szeptember 7. 20:45 |

| Finnország     | 1–0               | Feröer |
| -------------- | ----------------- | ------ |
| Pohjanpalo 23' | (1–0) Jegyzőkönyv |        |

| Olimpiai Stadion, Helsinki Nézőszám: 9 477 Játékvezető: Marcin Borski (lengyel) |

| 2015. szeptember 7. 20:45 |

| Észak-Írország | 1–1                         | Magyarország |
| -------------- | --------------------------- | ------------ |
| Lafferty 90+3' | (0–0) Jegyzőkönyv Részletek | Guzmics 74'  |

| Windsor Park, Belfast Nézőszám: 10 200 Játékvezető: Cüneyt Çakır (török) |

| 2015. szeptember 7. 20:45 |

| Románia | 0–0         | Görögország |
| ------- | ----------- | ----------- |
|         | Jegyzőkönyv |             |

| Nemzeti Stadion, Bukarest Nézőszám: 38 153 Játékvezető: Alekszej Kulbakov (fehérorosz) |

| 2015. október 8. 20:45 |

| Magyarország | 2–1                         | Feröer       |
| ------------ | --------------------------- | ------------ |
| Böde 63' 71' | (0–1) Jegyzőkönyv Részletek | Jakobsen 11' |

| Groupama Aréna, Budapest Nézőszám: 16 165 Játékvezető: Robert Schörgenhofer (osztrák) |

| 2015. október 8. 20:45 |

| Észak-Írország             | 3–1               | Görögország  |
| -------------------------- | ----------------- | ------------ |
| Davis 35' 58' Magennis 49' | (1–0) Jegyzőkönyv | Aravidis 87' |

| Windsor Park, Belfast Játékvezető: Bas Nijhuis (holland) |

| 2015. október 8. 20:45 |

| Románia     | 1–1               | Finnország     |
| ----------- | ----------------- | -------------- |
| Hoban 90+1' | (0–0) Jegyzőkönyv | Pohjanpalo 67' |

| Nemzeti Stadion, Bukarest Nézőszám: 47 987 Játékvezető: Craig Thomson (skót) |

| 2015. október 11. 18:00 |

| Feröer | 0–3               | Románia                    |
| ------ | ----------------- | -------------------------- |
|        | (0–2) Jegyzőkönyv | Budescu 4' 45+1' Maxim 83' |

| Tórsvøllur Stadion, Tórshavn Játékvezető: Ivan Kružliak (szlovák) |

| 2015. október 11. 18:00 |

| Finnország   | 1–1               | Észak-Írország |
| ------------ | ----------------- | -------------- |
| Arajuuri 87' | (0–1) Jegyzőkönyv | Cathcart 31'   |

| Olimpiai Stadion, Helsinki Játékvezető: Szergej Karaszjov (orosz) |

| 2015. október 11. 18:00 |

| Görögország                                         | 4–3                         | Magyarország                   |
| --------------------------------------------------- | --------------------------- | ------------------------------ |
| Sztafilidisz 5' Tahcídisz 57' Mítroglu 79' Koné 86' | (1–1) Jegyzőkönyv Részletek | Lovrencsics 26' Németh 54' 76' |

| Karaiszkákisz Stadion, Pireusz Játékvezető: Ivan Bebek (horvát) |

## Gólszerzők
7 gólos
- Kyle Lafferty

3 gólos
| - Joel Pohjanpalo | - Gareth McAuley |  |

2 gólos
- Jóan Símun Edmundsson
- Riku Riski
- Böde Dániel
- Németh Krisztián
- Steven Davis
- Paul Papp
- Constantin Budescu
- Bogdan Stancu

1 gólos
- Hallur Hansson
- Christian Holst
- Róaldur Jakobsen
- Brandur Olsen
- Paulus Arajuuri
- Roman Eremenko
- Jarkko Hurme
- Berat Sadik
- Christos Aravidis
- Nikolaos Karelis
- Panajótisz Koné
- Kósztasz Mítroglu
- Szokrátisz Papasztathópulosz
- Kostas Stafylidis
- Panajótisz Tahcídisz
- Dzsudzsák Balázs
- Gera Zoltán
- Guzmics Richárd
- Lovrencsics Gergő
- Priskin Tamás
- Stieber Zoltán
- Szalai Ádám
- Craig Cathcart
- Josh Magennis
- Niall McGinn
- Jamie Ward
- Ovidiu Hoban
- Claudiu Keșerü
- Ciprian Marica
- Alexandru Maxim
- Raul Rusescu

## Felfüggesztések
A játékosnak a következő mérkőzést automatikusan ki kell hagynia, ha:
- piros lapot kapott (a felfüggesztés meghosszabbítható súlyos szabálysértés esetén)
- három sárga lapos figyelmeztetést gyűjt össze, ill. az ötödik sárga lapja után minden sárga lapos figyelmeztetés után (a sárga lapos figyelmeztetéseket tovább viszik a rájátszásba, de a 24 csapatos tornára és a következő selejtező-sorozatra már nem)

Az alábbi játékosok kaptak felfüggesztést a selejtező mérkőzéseken:
| Csapat         | Játékos               | A figyelmeztetéseket kapta                                                                                       | Felfüggesztett mérkőzés                 |
| -------------- | --------------------- | --- | --------------------------------------- |
| Feröer         | Hallur Hansson        | vs Finnország (2014. szeptember 7.) vs Magyarország (2014. október 14.) vs Görögország (2014. november 14.)      | vs Románia (2015. március 29.)          |
| Feröer         | Hallur Hansson        | vs Észak-Írország (2015. szeptember 4.) vs Finnország (2015. szeptember 7.)                                      | vs Magyarország (2015. október 8.)      |
| Feröer         | Atli Gregersen        | vs Magyarország (2014. október 14.) vs Görögország (2014. november 14.) vs Görögország (2015. június 13.)        | vs Észak-Írország (2015. szeptember 4.) |
| Feröer         | Atli Gregersen        | vs Magyarország (2015. október 8.)                                                                               | vs Románia (2015. október 11.)          |
| Feröer         | Jóan Símun Edmundsson | vs Észak-Írország (2015. szeptember 4.)                                                                          | vs Finnország (2015. szeptember 7.)     |
| Feröer         | Fróði Benjaminsen     | vs Magyarország (2014. október 14.) vs Görögország (2015. június 13.) vs Finnország (2015. szeptember 7.)        | vs Magyarország (2015. október 8.)      |
| Feröer         | Brandur Olsen         | vs Görögország (2014. november 14.) vs Görögország (2015. június 13.) vs Finnország (2015. szeptember 7.)        | vs Magyarország (2015. október 8.)      |
| Finnország     | Alexander Ring        | vs Románia (2014. október 14.)                                                                                   | vs Magyarország (2014. november 14.)    |
| Finnország     | Tim Sparv             | vs Görögország (2014. október 11.) vs Magyarország (2015. június 13.) vs Feröer (2015. szeptember 7.)            | vs Románia (2015. október 8.)           |
| Finnország     | Markus Halsti         | vs Magyarország (2015. június 13.) vs Feröer (2015. szeptember 7.) vs Románia (2015. október 8.)                 | vs Észak-Írország (2015. október 11.)   |
| Finnország     | Përparim Hetemaj      | vs Feröer (2014. szeptember 7.) vs Görögország (2014. október 11.) vs Románia (2015. október 8.)                 | vs Észak-Írország (2015. október 11.)   |
| Görögország    | Vaszílisz Toroszídisz | vs Románia (2014. szeptember 7.) vs Finnország (2014. október 11.) vs Feröer (2015. június 13.)                  | vs Finnország (2015. szeptember 4.)     |
| Görögország    | Kósztasz Manolász     | vs Románia (2014. szeptember 7.) vs Feröer (2014. november 14.) vs Románia (2015. szeptember 7.)                 | vs Észak-Írország (2015. október 8.)    |
| Magyarország   | Elek Ákos             | vs Románia (2014. október 11.) vs Finnország (2014. november 14.) vs Görögország (2015. március 29.)             | vs Finnország (2015. június 13.)        |
| Magyarország   | Gera Zoltán           | vs Románia (2014. október 11.) vs Feröer (2014. október 14.) vs Finnország (2015. június 13.)                    | vs Románia (2015. szeptember 4.)        |
| Magyarország   | Tőzsér Dániel         | vs Románia (2014. október 11.) vs Finnország (2014. november 14.) vs Románia (2015. szeptember 4.)               | vs Észak-Írország (2015. szeptember 7.) |
| Magyarország   | Leandro               | vs Görögország (2015. március 29.) vs Románia (2015. szeptember 4.) vs Észak-Írország (2015. szeptember 7.)      | vs Feröer (2015. október 8.)            |
| Észak-Írország | Jonny Evans           | vs Azerbajdzsán (2013. október 11.)                                                                              | vs Magyarország (2014. szeptember 7.)   |
| Észak-Írország | Chris Baird           | vs Magyarország (2015. szeptember 7.)                                                                            | vs Görögország (2015. október 8.)       |
| Észak-Írország | Kyle Lafferty         | vs Görögország (2014. október 14.) vs Románia (2014. november 14.) vs Magyarország (2015. szeptember 7.)         | vs Görögország (2015. október 8.)       |
| Észak-Írország | Conor McLaughlin      | vs Románia (2014. november 14.) vs Feröer (2015. szeptember 4.) vs Magyarország (2015. szeptember 7.)            | vs Görögország (2015. október 8.)       |
| Románia        | Ciprian Marica        | vs Görögország (2014. szeptember 7.)                                                                             | vs Magyarország (2014. október 11.)     |
| Románia        | Mihai Pintilii        | vs Görögország (2014. szeptember 7.) vs Észak-Írország (2014. november 14.) vs Észak-Írország (2015. június 13.) | vs Magyarország (2015. szeptember 4.)   |
| Románia        | Alexandru Chipciu     | vs Magyarország (2014. október 11.) vs Észak-Írország (2014. november 14.) vs Magyarország (2015. szeptember 4.) | vs Görögország (2015. szeptember 7.)    |